# Xyrichtys sanctaehelenae
Xyrichtys sanctaehelenae là một loài cá biển thuộc chi Xyrichtys trong họ Cá bàng chài. Loài này được mô tả lần đầu tiên vào năm 1868.

## Từ nguyên
Từ định danh sanctaehelenae được đặt theo tên gọi của đảo Saint Helena, nơi mà mẫu định danh của loài cá này được thu thập.

## Phạm vi phân bố và môi trường sống
X. sanctaehelenae có phạm vi ở Trung Đại Tây Dương. Loài cá này được ghi nhận tại 3 vị trí: đảo Ascension, đảo Saint Helena và đảo São Tomé.
X. sanctaehelenae sống trên nền đáy cát ở độ sâu đến 30 m. Loài này sống thành từng nhóm với duy nhất một con đực trưởng thành cùng với bầy cá cái trong hậu cung của nó.

## Mô tả
Chiều dài cơ thể tối đa được ghi nhận ở X. sanctaehelenae là 23,2 cm. Trán dốc là đặc điểm của các loài Xyrichtys. Cá cái có màu vàng tươi với một mảng màu xám ánh bạc trên bụng. Cá đực màu nâu xám nhạt, ánh màu xanh lam trên tất cả các vây, bụng màu trắng xanh nhạt.